# Carychium mariae
Carychium mariae is een op het land levende longslak uit de familie Ellobiidae. De soorten van het geslacht Carychium behoren tot de kleinste landslakkensoorten uit de Europese fauna.

## Naam
De soortnaam werd in 1878 gepubliceerd door markiezin Marianna Paulucci Panciatichi Ximenes d’Aragona als Carychium mariae. De soort wordt in het subgenus Saraphia geplaatst.

## Beschrijving
|                                                                                           |
| Schelp met deels opengebroken buitenwand om de opbouw van de columellaire plicae te tonen |

## Huidige verspreiding
Carychium mariae heeft in de levende fauna een Zuid-Europese verspreiding (Italië). De soort komt tegenwoordig niet ten Noorden van de Alpen voor en is niet bekend uit Nederland en België.

## Fossiel voorkomen
In Nederland is Carychium mariae bekend uit het Belvédère Interglaciaal In België is de soort niet fossiel aangetroffen.